# Peking Express 2017
 Peking Express 2017 is de zevende editie van het Vlaams/Nederlands televisieprogramma Peking Express.
Het zevende seizoen speelt zich opnieuw af in Azië, waar 6 koppels zo snel mogelijk moeten liften in Viëtnam, Laos en Cambodja. De start was in Hạ Long.

## Format
De bedoeling van het spel is nog steeds om zo snel mogelijk te liften van de ene plaats naar de andere. Per dag kreeg ieder persoon slechts 1 euro. Elke aflevering is er een proef, waarin amuletten van € 2500 (en van € 5000 in de laatste aflevering) kunnen worden verdiend die in de finale kunnen worden omgezet. Nieuw dit seizoen is dat in elke etappe de kans bestaat dat het duo dat als laatste aankomt, kan afvallen. Aan het einde van elke etappe moet het laatst aangekomen duo een zwarte envelop openen. Is de inhoud een rode kaart, moet het duo de race verlaten. Eventuele amuletten die door het duo zijn verdiend moeten dan aan een ander duo worden doorgegeven. Is de inhoud een groene kaart, moet het duo een bekende Nederlander of Belg meenemen in de etappe erna; die moet dan in de plaats van het duo de liften regelen, een slaapplaats zoeken en eventueel de proef spelen.

## Kandidaten
| Duo                    | Amuletten       | Status                                                                              |
| ---------------------- | --------------- | ----------------------------------------------------------------------------------- |
| 1. Cedric en Brecht    | 5               | winnende duo                                                                        |
| 2. Siham en Hicham     | 4               | een van de verliezende duo's in de finale-aflevering                                |
| 3. Laura en Ann-Sophie | 0 (1 afgestaan) | afgevallen in aflevering 9 als een van de verliezende duo's in de finale-aflevering |
| 4. Awa en Margaux*     | 0               | afgevallen in aflevering 8                                                          |
| 5. Steff en Margaux    | 0 (1 afgestaan) | afgevallen in aflevering 5                                                          |
| 6. August en Awa       | 0 (1 afgestaan) | afgevallen in aflevering 4                                                          |
| 7. Joep en Frank       | 0               | afgevallen in aflevering 2                                                          |

- In aflevering 6 keerden eerder afvallers Awa en Margaux als duo terug in het spel, zonder hun respectievelijke partners August en Steff.

## Etappe-overzicht
| Etappe | van         | naar          | Bekende reiziger | Laatst aangekomen duo |
| ------ | ----------- | ------------- | ---------------- | --------------------- |
| 1      | Hạ Long     | Hải Phòng     |                  | Laura en Ann-Sophie   |
| 2      | Hải Phòng   | Hanoi         | Dan Karaty       | Joep en Frank         |
| 3      | Lào Cai     | Tả Ván        |                  | Steff en Margaux      |
| 4      | Tả Ván      | Điện Biên Phủ | Min Hee Bervoets | August en Awa         |
| 5      | Pak Nga     | Vang Vieng    |                  | Steff en Margaux      |
| 6      | Vang Vieng  | Vientiane     |                  | Awa en Margaux        |
| 7      | Vientiane   | Thakhek       | Ella Leyers      | Siham en Hicham       |
| 8      | Thakhek     | Pakse         | Victor Reinier   | Awa en Margaux        |
| 9      | Stung Treng | Angkor        |                  | Laura en Ann-Sophie*  |

- Laura en Ann-Sophie kwamen bij het tussenpunt als laatste aan, waardoor ze afvielen.

## Trivia
- Kandidaat Hicham deed in 2008 ook al mee aan het programma Expeditie Robinson.

Landen: Nederland & Vlaanderen · Frankrijk · Duitsland · Noorwegen, Zweden & Denemarken · Spanje 

Nederlandse seizoenen: 2004 · 2005 · 2006 · 2007 · 2008 · 2012 · 2017

Zie ook: Peking Express VIP · In het spoor van Peking Express · Kanakna